# Giorgio Casella
Giorgio Casella (* 23. Oktober 1847 in Castelletto sopra Ticino; † 18. Januar 1929 in Lugano) war ein Schweizer Arzt, Publizist, Lokalhistoriker, Politiker und Tessiner Grossrat und Staatsrat der Christlichdemokratischen Volkspartei (CVP).

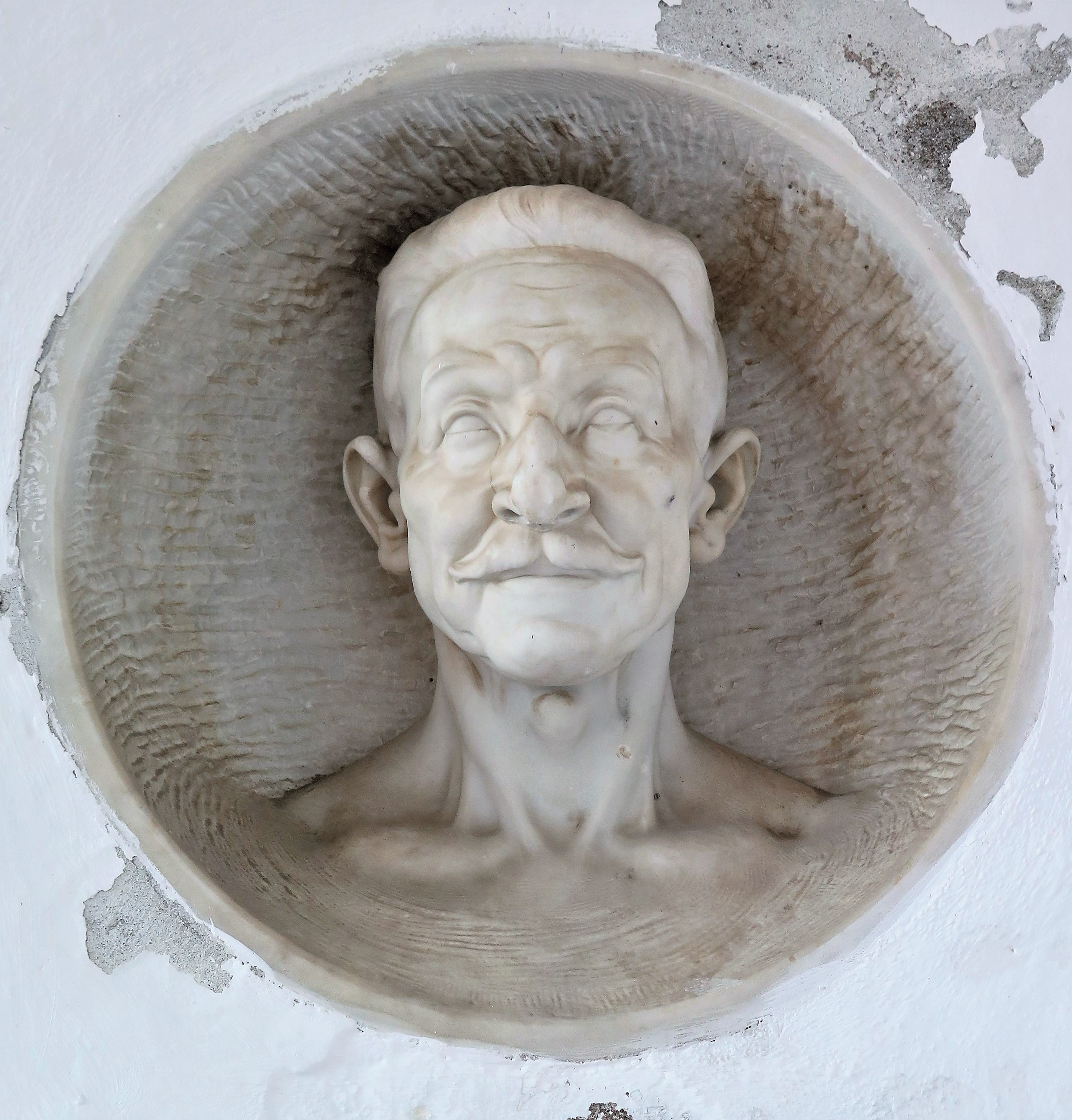
Giorgio Casella (Büste in der Loggia del Comune in Carona)

## Leben
Giorgio Casella wurde als Sohn des Arztes Giacomo Casella von Carona und der Giovanna Guerra geboren. Er studierte in Italien und schloss 1872 in Turin sein Medizinstudium ab. Als Gemeindearzt in Faido unterstützte er die Arbeiter beim Bau der Gotthardbahn. Als Politiker gehörte er der konservativen Partei an. Er war von 1884 bis 1909 Tessiner Staatsrat und leitete das Departement des Innern (mit dem Gesundheitswesen) und das Erziehungsdepartement.
Er war für die Erstellung des Tessiner Gesundheitsgesetzes von 1886 (Codice Sanitario) verantwortlich und förderte die Schaffung der kantonalen psychiatrischen Klinik (1893–1894) in Mendrisio. Im Jahr 1909 nahm er seine medizinische Tätigkeit wieder auf und war während einiger Jahre Chefarzt am Spital von Lugano. Von 1913 bis 1929 war er Mitglied des Tessiner Grossrates.
Er wurde Präsident der Tessiner Sektion des Schweizerischen Katholischen Volksvereins und war in zahlreichen wohltätigen Institutionen engagiert: Vizepräsident der Tessiner Sektion des Schweizer Heimatschutzes, Präsident der historischen und archäologischen Gesellschaft der italienischen Schweiz und Herausgeber des Bollettino storico della Svizzera italiana.

## Schriften
- La guerra alla Tubercolosi. (mit Max Bollag), Tipografia e Litografia Cantonale, Bellinzona 1906.
- Carona, Morcote e Vico-Morcote, medioevo e rinascimento. Società Ticinese per la Conservazione delle Bellezze Naturali ed Artistiche, Lugano 1912.
- Bissone e alcune terre vicine. Società Ticinese per la Conservazione delle Bellezze Naturali ed Artistiche, Lugano 1922.
- Bellinzona. (mit Arnoldo Bettelini), Società Ticinese per la Conservazione delle Bellezze Naturali ed Artistiche, Tipografia Sanvito, Lugano 1923.
- Dante ed i maestri comacini: continuazione. In: Belvedere, Nr. 3, 1923, S. 155–165.
- Della influenza artistica dei Comacini nel medio evo. Lugano 1924.
- Giorgio Casella: scritti scelti. (mit Arnoldo Bettelini), Società ticinese per la conervazione delle bellezze naturali ed artistiche, Lugano 1931.
- Artikeln in: Società ticinese per la Conservazione delle Bellezze Naturale ed Artistiche.:
  - 1920 Carona — Morcote — Vico Morcote. Medioevo e Binascimento.
  - 1922 Bissone e alcune terre vicine.
  - 1923 Bellinzona. — Tipografia Sanvito, Lugano.
- In: Belvedere: Dante e i Maestri Comacini. Illustrierte Zeitschrift für Kunstsammler, 1923. Band III, Heft 10, 11. Kristallverlag, Ges. m. b. H., Wien.
- In: Bollettino Storico (als Präsident). Tipografia Colombo, Bellinzona.
  - 1926 I fratelli Neuroni di Lugano e la repubblica veneta.
    - II testamento di Carlo Maderna.
    - La tragica fine dei Boromini.
    - La repubblica cisalpina ed i baliaggi italiani.

  - 1928 Una assemblea generale della vicinanza e delle singole persone nella terra e luogo di Brusino-Arsizio, il 22 maggio 1520.
    - Le pietre cupellizate: Brevi documenti che si collegano coi costumi dei nostri baliaggi sotto la dominazione elvetica.
    - La badia di Torello (Carona-Lugano).
- In: Pagine nostre: Bassegna svizzera di Coltura italiana. Tipografia Sant’Agostino, Lugano.
  - 1925 La cupola di San Pietro.
  - 1924 Un dramma medioevale.
  - 1924 Della influenza artistica dei Comacini.
  - 1923 Luigi Pasteur nel centenario della sua nascita.
  - 1923 Don Serafino Balestra, apostolo della parola.
  - 1922 II centenario di Antonio Ciseri.
  - 1921 Le infermiere visitatrici.
  - 1921 II sepolcro di Dante e i Maestri Comacini.
- In: Pro Senectute (Auswahl)
  - Vecchiaia e gioventù.
  - II cadere delle foglie.
  - Il rispetto alla vecchiaia.
  - L’assistenza della vecchiaia indigente nel cantone Ticino.
  - Al popolo ticinese.